# Нужа Ганна Віталіївна
Га́нна Віта́ліївна Нужа (*15 березня 1969) — українська віолончелістка і громадський діяч. Голова Правління Всеукраїнської громадської організації «Спілка музикантів України», в.о.доцента кафедри струнно-смичкових інструментів Національної музичної академії ім. П.Чайковського, викладач КІМ ім. Глієра, керівник камерного ансамблю «Київ» (Національний Будинок органної та камерної музики України), Заслужена артистка України.

## Біографія
Народилася 15 березня 1969 р. у Києві. Здобула освіту в КССМШ ім. Лисенка, та Національній музичній академії України імені П. І. Чайковського та асистентурі-стажуванні в класі професора В. С. Червова. Стажувалась в Європейській «Моцарт-академії» (Краків, Польща), де на той час викладали Д. Паук, К. Данчоська, Б. Пергаменщіков, Р. Філліппіні, Даріо да Роза, О. Лонгвіч, О. Спатц та інші.

### Концертна діяльність
З 1993 року Ганна Нужа є солісткою Національного будинку органної та камерної музики України. Артистка часто виступає з провідними українськими оркестрами, робить фондові записи на радіо. Художній керівник камерного ансамблю «Київ», з яким провела успішні гастролі в Італії, Німеччині, Болгарії, Японії, Бельгії та Росії. Ініціатор та учасник виступів декількох музичних ансамблів-«ArtLine» trio, дуету «Asteria bis», автор та організатор творчих проектів «Таємниці людських пристрастей», «Великий концерт з маленьких шедеврів», «Рідкісні сторінки української музики», «Найвідоміші композитори світу», «Музичні діалоги Україна-Швейцарія».

### Викладацька діяльність
З 1997 викладає на кафедрі струнно-смичкових інструментів КНМАУ ім. П. І. Чайковського. Із 2008 року є постійним учасником «ArtLine» trio, у складі якого записала 2 CD з творами Ф. Шуберта, П. Чайковського, Г. В'єтана, А. П'яццолли та М. Скорика. Підготувала студентів — лауреатів міжнародних конкурсів:
- Ковальчук Ігор-Всеукраїнський конкурс «Класичний меридіан»(II місце, Київ,2015)
- Шиманська Інна-Всеукраїнський мистецький конкурс-фестиваль"Музична палітра Києва"(I місце, Київ, 2016) та I місце на VIII Інтернаціональному музичному конкурсі «I.C.M.U»
- Ши Юк — IV місце на I Всеукраїнському фестивалі-конкурсі «ArtLikeFest»(2016)
- Олійник Анастасія — I місце на VIII Інтернаціональному музичному конкурсі «I.C.M.U»(2016)
- Новікова Марія — II місце на II Всеукраїнському фестивалі-конкурсі «ArtLikeFest»(2016)
- Яковенко Марія — II місце на II Всеукраїнському фестивалі-конкурсі «ArtLikeFest»(2016)

У 2015—2017 рр.-Проводила курси підвищення кваліфікації для викладачів початкових навчальних закладів за темами: «Особливості постановки рук юного віолончеліста»(2015), «Штрихова техніка юного віолончеліста»(2016), «Етюди-зайве чи необхідність?»(2017).

### Громадська діяльність
Була членом журі на конкурсах і фестивалях:
- V та VI Міжнародного конкурсу ім. Дотцауера (Internationaler Dotzauer-Wettbewerb fur junge Cellisten), м. Дрезден, Німеччина, 2013, 2016 рр.
- Art and education of 21-century (Київ, Україна, 2001 р.)
- Всеукраїнського конкурсу молодих талантів «Нові імена» (Київ, Україна, 2001, 2016 рр.)
- Мистецького конкурсу-фестивалю «Мистецька палітра Києва» (Київ, 2016 р.)
- Всеукраїнського конкурсу-фестивалю «ArtLikeFest» (Яремче, Київ, Україна 2015—2016 рр.)
- Міжнародного конкурсу «Пам'яті Спозіто» (Київ, Україна, 2015—2016 рр.)
- Міського конкурсу «Юний віртуоз» (Київ, Україна, 2015—2016 рр.)
- Міського конкурсу «Басовий ключ» (Київ, Україна, 2015—2016 рр.)

З 2012 є Головою Правління Всеукраїнської громадської організації Спілка музикантів України (ВГО СМУ). Під керівництвом Ганни Нужі Спілка музикантів України набула членство у міжнародній федерації музикантів (FIM), що об'єднує незалежні профспілки більш ніж 60 країн світу. Разом з іншими організаціями СМУ намагалася не допустити прийняття невигідного для митців законопроекту 2669, проте зазнала невдачі. У 2017 році СМУ виграла грант міністерства культури на два мистецькі проекти — IX Всеукраїнський конкурс-фестиваль класичної гітарної музики «Осінні фарби» та Конкурс виконавців «Світова класика українською», але провалила обидва проекти — Конкурс «Осінні фарби» 2017 року не був проведений, а «Світова класика українською» — проведений, але без організаційної участі Спілки музикантів України.

## Нагороди
Лауреат міжнародних конкурсів:
- 1989 — III-я премія Всесоюзного конкурсу студентських квартетів (у складі квартету разом з Вадимом Борисовим, Сергієм Вовкотрубом та Інною Бутрій під керівництвом Леонтія Краснощока), Москва, Росія.
- 1992 — I-а премія Міжнародного конкурсу віолончелістів ім. Миколи Лисенка, Україна
- 1994 — I-а премія Міжнародного фестивалю пам'яті Володимира Горовиця, Україна
- 1995 — Фіналіст Міжнародного конкурсу камерних ансамблів «Premio Vittorio Gui», Італія
- 2002 — I-а премія Міжнародного конкурсу камерної музики «Music World», Італія
- Почесне звання Заслужена артистка України[6].

## Записи на Українському радіо
- Р.Штраус. Симфонічна поема «Дон Кіхот»(2004)
- Е.Блох. Симфонічна рапсодія «Schelomo»(2004)
- О.Якобчук. Концерт для віолончелі з оркестром (2012)
- С.Франк. Фортепіанний квінтет f-moll(2012)
- Н.Паганіні. Два терцети для скрипки, віолончелі та гітари(2012)
- В.-А.Моцарт. Фортепіанний квартет Es-Dur KV#493(2012)
- В.-А.Моцарт. Фортепіанне тріо B-Dur(2012)
- П.Чайковський. Фортепіанне тріо ля-мінор «Пам'яті художника»(2010)

## Дискографія
- О.Якобчук. Концерт для віолончелі з оркестром(2012)
- Н.Паганіні. Два терцети для скрипки, віолончелі та гітари(2012)
- В.-А.Моцарт. Фортепіанний квартет Es-Dur KV#493 та С.Франк. Фортепіанний квінтет f-moll (2012)
- Ф.Шуберт. Фортепіанне тріо Es-dur та П.Чайковський. Фортепіанне тріо ля-мінор «Пам'яті художника»(2010)
- Диск «Asteria bis»(2003)